# Eurysternus caribaeus
Eurysternus caribaeus är en skalbaggsart som beskrevs av Herbst 1789. Eurysternus caribaeus ingår i släktet Eurysternus och familjen bladhorningar. Inga underarter finns listade i Catalogue of Life.